# Валиев, Мухаммад Шералиевич
Мухаммад Валиев Шералиевич (узб. Muhammad Valiyev Sheraliyevich) — узбекский общественный и политический деятель, доцент, депутат Законодательной палаты Олий Мажлиса Республики Узбекистан IV созыва.

## Биография
Родился 26 мая 1986 года в городе Коканде Ферганской области.
В 2008 году окончил Петербургский государственный университет путей сообщения по специальности инженер. Начал свою деятельность в 2008 году стажером-исследователем в Ташкентском институте инженеров железнодорожного транспорта.
16 ноября 2011 года на Совете Д 218.008.05 по шифру 05.22.07 — Подвижной состав железных дорог, тяга поездов и электрификация (технические науки) Петербургского государственного университета путей сообщения защитил кандидатскую диссертацию на тему: «Повышение эффективности работы тепловозов средствами бортовых систем диагностирования»
В 2012—2013 гг.— ассистент кафедры «Локомотивы» Ташкентского института инженеров железнодорожного транспорта.
В 2013—2018 гг.— ассистент, старший преподаватель, доцент кафедры «Локомотивы и локомотивное хозяйство» Ташкентского института инженеров железнодорожного транспорта.
С 2018 года работает заместителем декана электромеханического факультета Ташкентского института инженеров железнодорожного транспорта.
С 2020 года депутат Законодательной палаты Олий Мажлиса Республики Узбекистан. Является членом Комитета по вопросам науки, образования, культуры и спорта.
С 9 октября 2020 года является координатором Молодежной межпарламентской ассамблеи СНГ.(https://iacis.ru/ob_organizatcii/struktura_mpa_sng/molodezhnaya_mezhparlamentskaya_assambleya_sng)